# Gordon Reid (tennis)
Pour les articles homonymes, voir Gordon Reid et Reid.
Gordon Reid, né le 2 octobre 1991 à Alexandria en Écosse, est un joueur professionnel de tennis en fauteuil roulant britannique.
Il s'illustre notamment en 2016 en remportant deux tournois du Grand Chelem ainsi que la médaille d'or en individuel aux Jeux de paralympiques de Rio.

## Carrière
Gordon Reid commence le tennis à l'âge de six ans et devient un bon joueur junior. En 2004, il contracte une myélite transverse qui le contraint à s'orienter vers le tennis fauteuil. Il commence les compétitions mi-2006 et devient no 1 mondial junior début 2009.
Il remporte son premier tournoi senior en 2008 à Sion, en catégorie ITF3, puis participe aux Jeux paralympiques de Pékin seulement âgé de 17 ans. Il a aussi pris part aux Jeux de Londres en 2012 où il atteint les quarts de finale. C'est cette année-là qu'il obtient ses premiers résultats significatifs. En effet, il signe son premier succès au mois d'avril dans un ITF1 à Pensacola avec Michaël Jeremiasz, puis atteint la finale du British Open en simple. Il intègre ainsi le top 10 mondial et dispute son premier tournoi du Grand Chelem (hors Wimbledon) en 2013, à Roland-Garros, où il atteint la finale en double. Il remporte son premier titre en catégorie Super Series en simple à Sydney début 2014, année au cours de laquelle il s'illustre dans quatre tournois ITF1. En 2015, il s'adjuge tout d'abord l'Open du Japon et Roland-Garros en double avec Shingo Kunieda, puis le British Open avec Hewett, le tournoi de St-Louis et l'US Open avec Houdet, et enfin le Masters avec Jeremiasz.
Il se révèle en 2016 en remportant l'Open d'Australie contre Joachim Gérard ainsi que l'édition inaugurale du tournoi de Wimbledon contre Stefan Olsson. Tête de série no 3 aux Jeux de Rio, il remporte le titre en simple face à son compatriote Alfie Hewett. En double, il perd en finale contre la paire française Houdet/Peifer. Il devient brièvement no 1 mondial après le tournoi. Au cours de la saison 2017, il remporte trois nouveaux tournois du Grand Chelem en double dont deux avec Hewett et conclut sa saison par un titre au Masters avec ce dernier qui devient son partenaire de double exclusif. En 2018, il s'impose notamment à l'Open du Japon contre Kunieda et remporte pour la troisième fois consécutive le tournoi de Wimbledon avec Hewett et pour la 3e fois l'US Open.
En 2021, avec son partenaire de double Alfie Hewett, ils réalisent le grand chelem calendaire en remportant les 4 tournois consécutivement ainsi que le Masters de fin d'année.

## Palmarès

### Jeux paralympiques
- Rio de Jaineiro 2016 :
  -  médaillé d'or en simple messieurs
  -  médaillé d'argent en double messieurs avec Alfie Hewett

- Tokyo 2020 :
  -  médaillé de bronze en simple messieurs
  -  médaillé d'argent en double messieurs avec Alfie Hewett

- Paris 2024 :
  -  médaillé d'or en double messieurs avec Alfie Hewett

### Tournois duGrand Chelem

#### Victoires en simple (2)
| Année | Tournoi          | Adversaire en finale | Score     |
| 2016  | Open d'Australie | Joachim Gérard       | 7-67, 6-4 |
| 2016  | Wimbledon        | Stefan Olsson        | 6-1, 6-4  |

#### Victoires en double (27)
| Année | Tournoi          | Partenaire      | Adversaires en finale                   | Score             |
| 2015  | Roland-Garros    | Shingo Kunieda  | Gustavo Fernández / Nicolas Peifer      | 6-1, 7-61         |
| 2015  | US Open          | Stéphane Houdet | Michaël Jeremiasz / Nicolas Peifer      | 6-3, 6-1          |
| 2016  | Roland-Garros    | Shingo Kunieda  | Michaël Jeremiasz / Stefan Olsson       | 6-3, 6-2          |
| 2016  | Wimbledon        | Alfie Hewett    | Stéphane Houdet / Nicolas Peifer        | 4-6, 6-1, 7-66    |
| 2017  | Open d'Australie | Joachim Gérard  | Gustavo Fernández / Alfie Hewett        | 6-3, 3-6, [10-3]  |
| 2017  | Wimbledon        | Alfie Hewett    | Stéphane Houdet / Nicolas Peifer        | 56-7, 7-5, 7-63   |
| 2017  | US Open          | Alfie Hewett    | Stéphane Houdet / Nicolas Peifer        | 7-5, 6-4          |
| 2018  | Wimbledon        | Alfie Hewett    | Joachim Gérard / Stefan Olsson          | 6-1, 6-4          |
| 2018  | US Open          | Alfie Hewett    | Stéphane Houdet / Nicolas Peifer        | 5-7, 6-3, [11-9]  |
| 2019  | US Open          | Alfie Hewett    | Gustavo Fernández / Shingo Kunieda      | 1-6, 6-4, [11-9]  |
| 2020  | Open d'Australie | Alfie Hewett    | Stéphane Houdet / Nicolas Peifer        | 4-6, 6-4, [10-7]  |
| 2020  | Roland-Garros    | Alfie Hewett    | Gustavo Fernández / Shingo Kunieda      | 7-64, 1-6, [10-3] |
| 2020  | US Open          | Alfie Hewett    | Stéphane Houdet / Nicolas Peifer        | 6-4, 6-1          |
| 2021  | Open d'Australie | Alfie Hewett    | Stéphane Houdet / Nicolas Peifer        | 7-5, 7-63         |
| 2021  | Roland-Garros    | Alfie Hewett    | Stéphane Houdet / Nicolas Peifer        | 6-3, 6-0          |
| 2021  | Wimbledon        | Alfie Hewett    | Tom Egberink / Joachim Gérard           | 7-5, 6-2          |
| 2021  | US Open          | Alfie Hewett    | Gustavo Fernández / Shingo Kunieda      | 6-2, 6-1          |
| 2022  | Open d'Australie | Alfie Hewett    | Gustavo Fernández / Shingo Kunieda      | 6-2, 4-6, [10-7]  |
| 2022  | Roland-Garros    | Alfie Hewett    | Gustavo Fernández / Shingo Kunieda      | 7-65, 7-65        |
| 2023  | Open d'Australie | Alfie Hewett    | Maikel Scheffers / Ruben Spaargaren     | 6-1, 6-2          |
| 2023  | Roland-Garros    | Alfie Hewett    | Gustavo Fernández / Martín de la Puente | 7-69, 7-5         |
| 2023  | Wimbledon        | Alfie Hewett    | Takuya Miki / Tokito Oda                | 3-6, 6-0, 6-3     |
| 2024  | Open d'Australie | Alfie Hewett    | Takuya Miki / Tokito Oda                | 6-3, 6-2          |
| 2024  | Roland-Garros    | Alfie Hewett    | Takuya Miki / Tokito Oda                | 6-1, 6-4          |
| 2024  | Wimbledon        | Alfie Hewett    | Takuya Miki / Tokito Oda                | 6-4, 7-62         |
| 2025  | Open d'Australie | Alfie Hewett    | Daniel Caverzaschi / Stéphane Houdet    | 6-2, 6-4          |
| 2025  | Roland-Garros    | Alfie Hewett    | Stéphane Houdet / Tokito Oda            | 6-1, 1-6, [10-7]  |

### Masters

#### Victoires au Masters en double (5)
| Année | Lieu          | Partenaire        | Finalistes                              | Résultat         |
| ----- | ------------- | ----------------- | --------------------------------------- | ---------------- |
| 2013  | Mission Viejo | Stéphane Houdet   | Michaël Jeremiasz / Nicolas Peifer      | 6-3, 6-3         |
| 2015  | Mission Viejo | Michaël Jeremiasz | Joachim Gérard / Stéphane Houdet        | 6-1, 6-4         |
| 2017  | Bemmel        | Alfie Hewett      | Stéphane Houdet / Nicolas Peifer        | 1-6, 6-4, 7-5    |
| 2021  | Orlando       | Alfie Hewett      | Stéphane Houdet / Nicolas Peifer        | 6-4, 6-1         |
| 2023  | Barcelone     | Alfie Hewett      | Martín de la Puente / Gustavo Fernández | 3-6, 6-2, [10-6] |